# 變色隱棘杜父魚
變色隱棘杜父魚，為輻鰭魚綱鮋形目杜父魚亞目隱棘杜父魚科的其中一種，為深海魚類，分布於北太平洋日本至美國加州海域，棲息深度500-2800公尺，體長可達70公分，棲息在底層水域，以螃蟹、軟體動物等為食，生活習性不明，可做為遊釣魚。

## 扩展阅读
維基物種上的相關：變色隱棘杜父魚